# Megachile irritans
Megachile irritans är en biart som beskrevs av Smith 1879. Megachile irritans ingår i släktet tapetserarbin, och familjen buksamlarbin. Inga underarter finns listade i Catalogue of Life.